# Guy Verhofstadt
Guy Verhofstadt (Dendermonde, 11 d'abril de 1953) és un polític flamenc i líder de l'Aliança dels Liberals i Demòcrates per Europa des de l'any 2009. Fou el primer ministre de Bèlgica des del 1999 fins al 2008.

## Inicis en política
Guy Verhofstadt accepta el càrrec de secretari de Willy De Clercq el 1977, que era el president del Partij voor Vrijheid en Vooruitgang en aquesta època. El 1982, es convertirà en president del PVV amb 29 anys. Entrà a la Cambra de Representants de Bèlgica, el 1985. En el mateix any, el Rei Balduí I de Bèlgica el nomena Vice-Primer Ministre i ministre d'Economia, de la Política Científica, en el govern de Martens VI. Les seves visions radicals de l'economia i la seva joventut, li valdran el sobrenom de "Baby Thatcher". Després de la seva temptativa fallida de formar un govern el 1991, l'entra a l'oposició i transforma el Partij voor Vrijheid en Vooruitgang en el Vlaamse Liberalen en Democraten. Dimiteix, després del fracàs electoral del seu partit, per tornar el 1997 amb unes idees polítiques menys radicals.

## Primer ministre de Bèlgica (1999-2008)
A les eleccions legislatives belgues de 1999 esdevé primer ministre amb una coalició del Vlaamse Liberalen en Democraten (VLD) amb el Parti Réformateur Libéral (PRLW), els socialistes de Flandes (SP) i de Valònia (PS) i els ecologistes Groen i Ecolo. A les eleccions legislatives belgues de 2003, els liberals i els socialistes obtenen bons resultats, la qual cosa permet a Guy Verhofstadt continuar sent el primer ministre, aquesta vegada amb un govern de coalició liberal-socialista del VLD, Mouvement Réformateur (MR), els refundats socialistes de Flandes (SP.a) i el PS. A les eleccions legislatives belgues de 2007, guanya la dreta flamenca del Christen-Democratisch en Vlaams (CD&V) d'Yves Leterme, que succeeix Verhofstadt.

### Construcció europea
Guy Verhofstadt ha participat activament en la construcció europea, per exemple, va ser candidat a ser el President de la Comissió Europea, la qual cosa no va aconseguir per les reticències britàniques. També ha escrit un llibre sobre els Estats Units d'Europa (2005) i creu que el que s'hauria de fer és crear una Federació Europea amb els estats que vulguin i anar ampliant fins a abastar els territoris de l'actual Unió Europea.

### Política internacional
Durant el seu govern, una de les crisis internacionals més importants ha estat la Guerra d'Iraq, en la qual la posició mantinguda va ser de rebuig des del primer moment, com França, Rússia o Alemanya.